# 蠟筆小新：幽靈忍者珍風傳
《蠟筆小新：幽靈忍者珍風傳》於2022年4月22日上映日本動畫電影，是改編自漫畫家臼井儀人創作的漫畫系列《蠟筆小新》的第30部電影版。宣傳標語為「新之助誕生的那一天，是一切的開端。」、「活下去，直到明天。」及「我是誰的小孩？忍者的小孩！？」。內容由原著漫畫《小新出生的第一天》作引導、以多個劇場版的經典劇情結合作電影元素。

## 概要
- 本作是自《蠟筆小新：風起雲湧 壯烈！戰國大會戰》（2002年）後，睽違20年來首次使用「日本傳統文化」作為電影主題，不同的是，這次是以忍者為主題，並以揭開野原新之助誕生的秘密為重要元素之一。
- 本作是蠟筆小新電影30周年紀念作品，並是踏入令和時代首部周年慶作品，也是30年來首次引用原作漫畫及動畫劇情《小新出生的第一天》的電影，而過去29部電影版的人物和相關物品皆以彩蛋客串方式出現在電影中。[來源請求]
- 本作繼2019年《蠟筆小新：新婚旅行風暴～奪回廣志大作戰～》相隔三年再次以野原一家為主角的電影版，導演由曾執導《蠟筆小新：新婚旅行風暴～奪回廣志大作戰～》的橋本昌和擔任。
- 受新冠疫情影響，本作繼2019年《蠟筆小新：新婚旅行風暴～奪回廣志大作戰～》後，相隔三年再次回歸四月日本黃金周上映。

## 劇情簡介
小新在野原家度過五年如雲霄飛車般刺激卻又和平的生活。某天，一名自稱屁祖隱千代女的女性來到了野原家，她告訴廣志跟美冴：「其實我是新之助真正的母親。」，而她身旁站著一位名叫珍藏的5歲少年。
千代女的一席話讓野原一家十分困惑，但也不能將他們趕回去，只好讓他們兩個留下來過夜。
那天晚上，神秘的忍者軍團突然襲擊了野原家！原來千代女是從忍者村逃出來的女忍者，並正被人追捕中！忍者軍團認為小新是她的兒子，所以也將小新一起抓走了…
在忍者村，有個封印著地球能量的「地球肚臍」，屁祖隱家以代代相傳的「幽靈之術」，用純金的塞子塞住它，一直守護著它。要是塞子掉了，地球能量就會外洩，導致地球枯萎、停止自轉，這樣世界就再也無法迎接明日了！野原一家、屁祖隱一家與春日部防衛隊的成員們將共同找到解方，並迎接下一個屬於眾人的明日。

## 登場角色
| 角色              | 配音員                         | 配音員   | 配音員   |
| 角色              | 日本                           | 臺灣     | 香港     |
| 原著角色          | 原著角色                       | 原著角色 | 原著角色 |
| ----------------- | ------------------------------ | -------- | -------- |
| 野原新之助        | 小林由美子                     | 曾允凡   | 王慧珠   |
| 野原美冴          | 楢橋美紀                       | 王瑞芹   | 譚淑英   |
| 野原廣志          | 森川智之                       | 于正昇   | 黃志明   |
| 野原向日葵        | 興梠里美                       | 吳貴竹   | 張彩虹   |
| 野原小白          | 真柴摩利                       | 徐瑀甄   | 張彩虹   |
| 風間徹            | 真柴摩利                       | 吳貴竹   | 周恩恩   |
| 櫻田妮妮          | 林玉緒                         | 王瑞芹   | 陳子瑩   |
| 佐藤正男          | 一龍齋貞友                     | 宋昱璁   | 張彩虹   |
| 阿呆              | 佐藤智惠                       | 于正昇   | 姜麗儀   |
| 動感超人          | 玄田哲章                       | 宋昱璁   | 凱老師   |
| 本作角色          |                                |          |          |
| 屁祖隱千代女      | 川榮李奈                       | 林凱羚   |          |
| 屁祖隱珍藏        | 高垣彩陽                       | 劉如蘋   |          |
| 屁祖隱胡麻衛門    | 花江夏樹                       | 宋昱璁   |          |
| 長老              | 浦山迅                         | 陳幼文   |          |
| 長老的秘書        | 悠木碧                         | 劉如蘋   |          |
| 風子              | 雨宫天                         | 徐瑀甄   |          |
| 岩井勇氣 （原市） | 岩井勇氣 （原市）              | 陳彥鈞   |          |
| 澤部佑 （原市）   | 澤部佑 （原市）                | 陳幼文   |          |
| 帥哥              | 山田孝之                       |          |          |
| 兵衛刀便系        | 米良美一                       |          |          |
| 邊賀久才藏        | 間宮康弘                       |          |          |
| 侘田寂彦          | 塾一久                         |          |          |
| 柴田婦產科院長    | 飛田展男                       |          |          |
| 屁祖隱樹懶        | 宮澤正                         |          |          |
| 忍者園兒童        | 今泉里緒菜（日語：今泉りおな） |          |          |
| 風子的母親        | 千冬（日語：ちふゆ）           |          |          |

## 特殊術語
忍素
充滿於地球內部的能量。忍者們透過吸收這股能量以使出忍術。
幽靈之術
為屁祖隱家代代相傳的一種技法。能力為召喚自己內心的野獸，並由己自由操縱。如果過度使用，會使施術者變得與內心的野獸一樣的動物。最初是小孩在玩遊戲時創造的。
地球的肚臍
一個超大的洞，連通於充滿忍素的地球內部。塞子由超純金製成，如果失去了它，忍素將於八小時後耗盡。地球也將停止自轉，失去能源，最終邁向滅亡。
超純金
由屁祖隱家族的祖先製作，並用於堵住地球的肚臍。忍者村的長老時常絲毫地將其削下，並以其謀利。某次屁祖隱胡麻衛門在用幽靈之術將鬆脫的超純金打回地球的肚臍時，因分心而導致它飛了出來，最終飛到了春日部煙火大會會場旁的森林中。長老見狀試圖用未完成的替代品填回肚臍，但立馬彈出。

## 沿革
- 2021年12月10日，公佈《蠟筆小新：幽靈忍者珍風傳》消息和釋出首支預告片，並預定在2022年4月22日在日本上映[2][3][4][5]。
- 2022年2月22日，公佈主題曲由綠黃色社會演唱以及釋出最新預告片[6]。
- 2022年4月3日，在飯野BUILDING舉行「完成披露試寫會」[7]。

## 製作人員
- 原作：臼井儀人
- 導演：橋本昌和
- 腳本：上野貴美子、橋本昌和
- 製作公司：新銳動畫、朝日電視台、旭通DK、雙葉社
- 發行商：東寶
- 分鏡：橋本昌和、久野遙子（日語：久野遥子）、三原三千夫、三浦陽
- 效果設計：三浦陽、鈴木大司、平向智子、佐々木忍、久野遙子
- 角色設計：久野遙子、末吉裕一郎
- 繪畫監督：針金屋英郎、原勝德、大森孝敏、末吉裕一郎
- 色彩設計：山崎大輔
- 美術監督：皆谷透、三原伸明
- 美術設計：塩澤良憲
- 攝影監督：梅田俊之
- 特殊效果：佐藤香織（アニメフィルム)
- 黏土動畫：石田卓也
- 音效指導：大熊昭
- 音樂：荒川敏行、宮崎慎二
- 編輯：村井秀明
- 總製作人：山崎智史、小野仁、鶴崎梨香、鈴木健介
- 製作人：近藤慶一、佐野敬信、秋山倫子、増尾徹

## 票房
台灣
- 8/18突破兩千萬票房，9/5～9/11期間突破三千萬票房。為第一部在台破二千萬與三千萬新台幣的蠟筆小新電影。
- 台灣時間8/17累計1957.1萬新台幣。超越上一部—《蠟筆小新：謎案！天下春日部學院的怪奇事件》的1956.1萬新台幣，為該系列第二位。

## 影音光碟發行
2022年11月11日BD和DVD由萬代BANDAI於日本發售。

## 音樂
| 類別   | 曲名 | 作詞     | 作曲          | 編曲                    | 歌手       |
| ------ | --- | -------- | ------------- | ----------------------- | ---------- |
| 片頭曲 | 〈SUPER STAR〉（avex trax）                                                                                           | 決明子   | 決明子、CHIVA | CHIVA from BUZZER BEATS | 決明子     |
| 片尾曲 | 〈太陽仍會再次升起〉（亦翻作〈因為太陽還會再升起〉） （页面存档备份，存于）（日語：陽はまた昇るから）（日本史詩唱片） | 小林壹誓 | 穴見真吾      | 綠黃色社會              | 綠黃色社會 |

## 備註
1. ↑  香港提前於2022年7月17日推出優先場（相當於臺灣「口碑場」、中國大陸「點映」）。

```
2. 
[
9
]
台灣於8/4推出特映會。
```

## 外部連結
- 官方网站 （日語）
- 互联网电影数据库（IMDb）上《蠟筆小新：幽靈忍者珍風傳》的资料（英文）
- Box Office Mojo上《蠟筆小新：幽靈忍者珍風傳》的资料（英文）
- 開眼電影網上《蠟筆小新：幽靈忍者珍風傳》的資料（繁體中文）
- Yahoo奇摩電影上《蠟筆小新：幽靈忍者珍風傳》的資料（繁體中文）
- 豆瓣电影上《蠟筆小新：幽靈忍者珍風傳》的資料 （简体中文）